# Maor Melikson
Maor Melikson (Hebreeuws: מאור מליקסון) (Javne, 30 oktober 1984) is een Israëlisch-Pools voormalig voetballer die doorgaans speelde als vleugelspeler. Tussen 2001 en 2020 was hij actief voor Maccabi Yavne, Beitar Jeruzalem, Maccabi Haifa, Hapoel Kefar Saba, Hapoel Beër Sjeva, Wisła Kraków, Valenciennes en opnieuw Hapoel Beër Sjeva. Melikson debuteerde in 2010 in het Israëlisch voetbalelftal en speelde uiteindelijk zesentwintig interlands.

## Clubcarrière
In zijn vaderland was Melikson achtereenvolgens actief namens Maccabi Yavne, Beitar Jeruzalem, Maccabi Haifa en Hapoel Kefar Saba, alvorens hij in juni 2008 neerstreek bij Hapoel Beër Sjeva, waar hij later de aanvoerdersband kreeg. Op 31 januari 2011 verkaste de middenvelder naar het Poolse Wisła Kraków, waarmee hij in zijn eerste seizoen kampioen werd. Op 15 januari 2013 tekende Melikson een contract voor drieënhalf jaar bij Valenciennes. Melikson keerde medio 2014 terug naar zijn vaderland Israël, waar hij voor Hapoel Beër Sjeva ging spelen. In januari 2020 besloot Melikson een punt te zetten achter zijn actieve loopbaan.

## Interlandcarrière
Melikson debuteerde voor het Israëlisch voetbalelftal op 26 mei 2010. Op die dag werd een vriendschappelijke wedstrijd tegen Uruguay met 4–1 verloren. De middenvelder moest op de bank beginnen en viel dertig minuten voor tijd in voor Gil Vermouth. De andere debutanten dit duel waren Ali Ottman, Shai Maimon (beiden Maccabi Haifa) en Nir Bitton (Ashdod). Melikson scoorde zijn eerste (en tweede) doelpunt op 10 augustus 2011, toen er met 4–3 werd verloren van Ivoorkust.
Op 20 september 2011 maakte Grzegorz Lato, de toenmalig president van de Poolse voetbalbond, bekend dat Melikson voor het Pools voetbalelftal zou willen uitkomen. Melikson gaf geen reactie in de pers, maar zijn coach bij Wisła Kraków, Robert Maaskant, vertelde wel dat hij wilde veranderen naar de Poolse nationaliteit. In januari 2012 sprak de speler zelf met de Israëlische bondscoach, Eli Guttman, en hij verklaarde later te willen blijven spelen voor Israël.
| Interlands van Melikson voor Israël | Interlands van Melikson voor Israël | Interlands van Melikson voor Israël | Interlands van Melikson voor Israël | Interlands van Melikson voor Israël | Interlands van Melikson voor Israël | Interlands van Melikson voor Israël |
| №                                   | Datum                               | Wedstrijd                           | Uitslag                             | Competitie                          | Goals                               |                                     |
| Als speler bij Hapoel Beër Sjeva    | Als speler bij Hapoel Beër Sjeva    | Als speler bij Hapoel Beër Sjeva    | Als speler bij Hapoel Beër Sjeva    | Als speler bij Hapoel Beër Sjeva    | Als speler bij Hapoel Beër Sjeva    | Als speler bij Hapoel Beër Sjeva    |
| ----------------------------------- | ----------------------------------- | ----------------------------------- | ----------------------------------- | ----------------------------------- | ----------------------------------- | ----------------------------------- |
| 1                                   | 26 mei 2010                         | Uruguay – Israël                    | 4 – 1                               | Vriendschappelijk                   |                                     |                                     |
| Als speler bij Wisła Kraków         |                                     |                                     |                                     |                                     |                                     |                                     |
| 2                                   | 10 augustus 2011                    | Ivoorkust – Israël                  | 4 – 3                               | Vriendschappelijk                   | 79', 87' (pen.)                     |                                     |
| 3                                   | 29 februari 2012                    | Israël – Oekraïne                   | 2 – 3                               | Vriendschappelijk                   |                                     |                                     |
| 4                                   | 26 mei 2012                         | Tsjechië – Israël                   | 2 – 1                               | Vriendschappelijk                   |                                     |                                     |
| 5                                   | 31 mei 2012                         | Duitsland – Israël                  | 2 – 0                               | Vriendschappelijk                   |                                     |                                     |
| 6                                   | 15 augustus 2012                    | Hongarije – Israël                  | 1 – 1                               | Vriendschappelijk                   |                                     |                                     |
| 7                                   | 7 september 2012                    | Azerbeidzjan – Israël               | 1 – 1                               | WK 2014 kwalificatie                |                                     |                                     |
| 8                                   | 12 oktober 2012                     | Luxemburg – Israël                  | 0 – 6                               | WK 2014 kwalificatie                | 60'                                 |                                     |
| 9                                   | 16 oktober 2012                     | Israël – Luxemburg                  | 3 – 0                               | WK 2014 kwalificatie                |                                     |                                     |
| Als speler bij Valenciennes         |                                     |                                     |                                     |                                     |                                     |                                     |
| 10                                  | 6 februari 2013                     | Israël – Finland                    | 2 – 1                               | Vriendschappelijk                   |                                     |                                     |
| 11                                  | 22 maart 2013                       | Israël – Portugal                   | 3 – 3                               | WK 2014 kwalificatie                |                                     |                                     |
| 12                                  | 26 maart 2013                       | Noord-Ierland – Israël              | 0 – 2                               | WK 2014 kwalificatie                |                                     |                                     |
| 13                                  | 2 juni 2013                         | Honduras – Israël                   | 0 – 2                               | Vriendschappelijk                   |                                     |                                     |
| 14                                  | 14 augustus 2013                    | Oekraïne – Israël                   | 2 – 0                               | Vriendschappelijk                   |                                     |                                     |
| 15                                  | 7 september 2013                    | Israël – Azerbeidzjan               | 1 – 1                               | WK 2014 kwalificatie                |                                     |                                     |
| 16                                  | 10 september 2013                   | Rusland – Israël                    | 3 – 1                               | WK 2014 kwalificatie                |                                     |                                     |
| 17                                  | 15 oktober 2013                     | Israël – Noord-Ierland              | 1 – 1                               | WK 2014 kwalificatie                |                                     |                                     |
| 18                                  | 5 maart 2014                        | Israël – Slowakije                  | 1 – 3                               | Vriendschappelijk                   |                                     |                                     |
| Als speler bij Hapoel Beër Sjeva    |                                     |                                     |                                     |                                     |                                     |                                     |
| 19                                  | 3 september 2015                    | Israël – Andorra                    | 4 – 0                               | EK 2016 kwalificatie                |                                     |                                     |
| 20                                  | 10 oktober 2015                     | Israël – Cyprus                     | 1 – 2                               | EK 2016 kwalificatie                |                                     |                                     |
| 21                                  | 31 mei 2016                         | Servië – Israël                     | 3 – 1                               | Vriendschappelijk                   |                                     |                                     |
| 22                                  | 2 september 2017                    | Israël – Macedonië                  | 0 – 1                               | WK 2018 kwalificatie                |                                     |                                     |
| 23                                  | 5 september 2017                    | Italië – Israël                     | 1 – 0                               | WK 2018 kwalificatie                |                                     |                                     |
| 24                                  | 6 oktober 2017                      | Liechtenstein – Israël              | 0 – 1                               | WK 2018 kwalificatie                |                                     |                                     |
| 25                                  | 9 oktober 2017                      | Israël – Spanje                     | 0 – 1                               | WK 2018 kwalificatie                |                                     |                                     |
| 26                                  | 24 maart 2018                       | Israël – Roemenië                   | 1 – 2                               | Vriendschappelijk                   |                                     |                                     |